# Dorus Arts
Theodorus (Dorus) Arts (Hernen, bij Nijmegen, 25 mei 1901 – Montreal (Canada), 8 april 1961) was een Nederlands kunstschilder.

## Biografie
Dorus Arts werd geboren in een arm boerengezin. Tijdens zijn schooljaren verhuisde het gezin naar Nijmegen om daar een melkzaak te beginnen. Zijn talent werd jong ontdekt, maar het ontbrak zijn familie aan middelen om hem een gerichte opleiding tot kunstschilder te geven. In 1916 meldde zijn vader hem als leerling op de afdeling schilderen van de Ambachtschool te Nijmegen. Zijn tekenleraar Van Hooydonk bracht hem in contact met schilders in de regio Nijmegen. In 1924 werd hij lid van de Nijmeegse kunstkring "In Consten Eén", die later onder de naam Nijmeegs Genootschap van Beeldende Kunstenaars verderging. Via deze kunstkring leerde hij onder andere de schilders Toorop, Hamilton-Falise, Lücker, Van Mourik en Hammes kennen. De leden van de kunstkring hadden de mogelijkheid te exposeren in het Waaggebouw en in die monumentale ruimte hingen regelmatig werken van Arts. Hij maakte naam met zijn fraaie landschappen die hij schilderde in met name Gelderland, Limburg en Brabant. Zijn onheilspellende luchten, drassige vennen, fiere bomen en zonovergoten landwegen tonen een verstilde sfeer. Bijzonder treffend en uniek zijn de mysterieuze landschappen bij maanlicht. Hij voelde zich innig verbonden met de natuur van zijn geboortegrond. Het landschap is zijn leven lang het voornaamste thema van zijn werk. Vanaf 1928 ging Arts zich tevens bekwamen in figuur- en portretstudies en kreeg hij opdrachten tot het vervaardigen van portretten.
Dorus Arts trouwde in 1929 met W. Maria Mijling. Uit het huwelijk werden zeven kinderen geboren. Hoewel hij zeer productief was als schilder, ging het hem financieel in de crisisjaren '30 niet voor de wind. In de jaren van de Tweede Wereldoorlog wist het gezin Arts nauwelijks het hoofd boven water te houden. Langzaam maar zeker tekenden zich plannen af om overzee een nieuwe start te maken. Hollandse taferelen in de stijl van de Haagse School waren begin jaren vijftig zeer geliefd in het buitenland. In het werk van Dorus Arts herkenden handelaren deze stijl. Nadat zijn oudste zoon Marcus hen was voorgegaan, emigreerden Dorus en Mien Arts met de andere kinderen in 1955 naar Canada. De eerste jaren verliepen soepel. Zijn zonen bouwden in hun huis bij Montreal een atelier met uitzicht op de Saint Lawrencerivier. In zijn werk uit die periode schemert heimwee naar Nederland, met name de vennen, polders, heuvels en bossen rond Nijmegen, door. Door verslechterde gezondheid (opgezwollen gewrichten en reumatische koortsen) neemt zijn werklust af. Hij overleed aan de gevolgen van een hersenbloeding.

## Na zijn overlijden
Het Gemeentemuseum van Nijmegen organiseerde in 1971, tien jaar na zijn overlijden, een herdenkingstentoonstelling over het werk van Dorus Arts.
Op initiatief van de (Nijmeegse) Stichting Kohesie Kunstbehoud kwam in 1999 een documentaire film over het leven Dorus Arts tot stand, alsmede de publicatie Dorus Arts, Stilte als geluk.
Ter gelegenheid van de honderdste geboortedag van Dorus Arts organiseerde de Stichting Kohesie Kunstbehoud samen met Museum Kasteel van Wijchen in dit museum van 9 november 2001 tot en met 6 januari 2002 een herdenkingstentoonstelling.
Werken van Dorus Arts zijn opgenomen in de collecties van:
- Museum Het Valkhof Nijmegen
- Sara Lee/DE Utrecht
- ISG Technologies Inc. Canada
- en van vele particulieren

- Biografisch Portaal: 50412536
- Gemeinsame Normdatei: 1030139660
- International Standard Name Identifier: 0000 0003 8911 820X
- Nederlandse Thesaurus van Auteursnamen: 104711086
- RKD-Nederlands Instituut voor Kunstgeschiedenis: 2635
- Virtual International Authority File: 282421664
- WorldCat: E39PBJwp34kGh6Gvx8kc3TC84q